# Edward Lindberg
Edward Ferdinand Jacob Lindberg (Cherokee, 9 de novembro de 1886 – Highland Park, 16 de fevereiro de 1978) foi um velocista e campeão olímpico norte-americano.
Em 1909 e 1911, foi o campeão amador norte-americano das 440 jardas. Em Estocolmo 1912, disputou individualmente os 400 m rasos conquistando a medalha de bronze e, no último dia de competições, integrou o revezamento 4x400 m dos Estados Unidos correndo a segunda volta e sagrando-se campeão olímpico junto com os companheiros Melvin Sheppard, Ted Meredith e Charles Reidpath, marcando um novo recorde mundial e olímpico de 3m16s6. Ainda nestes Jogos, disputou o torneio de baseball, então apenas um esporte de demonstração.